# Clifton (Carolina del Sur)
Clifton es un lugar designado por el censo ubicado en el condado de Spartanburg, en el estado estadounidense de Carolina del Sur. La localidad en el año 2010 tiene una población de 441 habitantes. 

## Geografía
Clifton se encuentra ubicado en las coordenadas 34°58′59.12″N 81°49′21.71″O / 34.9830889, -81.8226972. 